# Zbigniew Horodyński

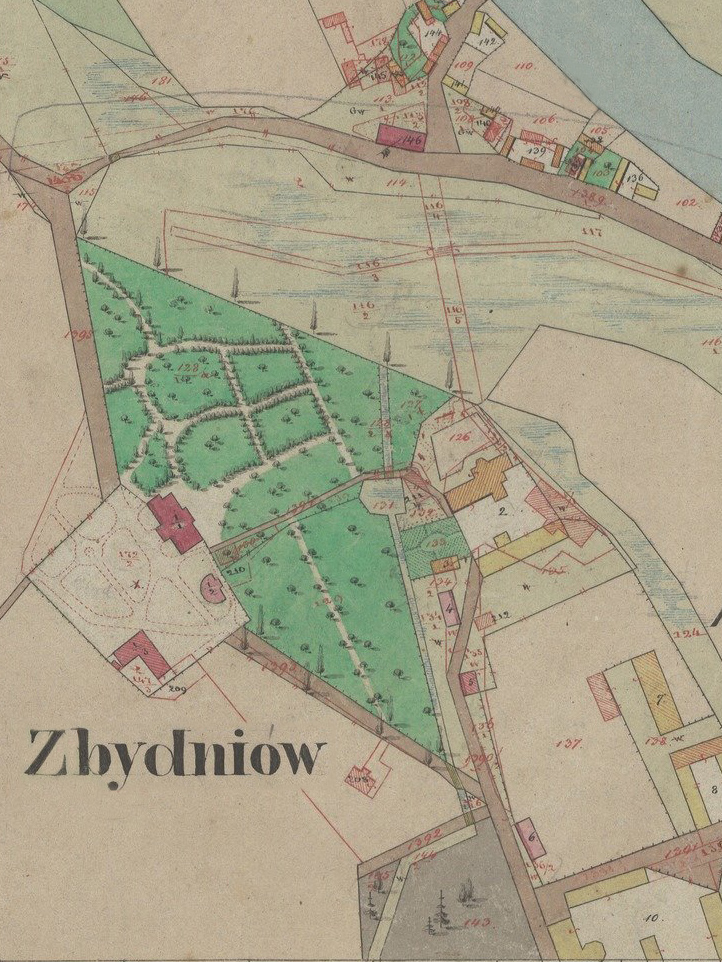
Dwór w Zbydniowie na mapie z 1851

Zbigniew Leon Horodyński herbu Korczak (ur. 19 lutego 1851 w Zbydniowie, zm. 19 czerwca 1930 w Krakowie) – ziemianin, wojskowy, marszałek powiatu tarnobrzeskiego.

## Życiorys
Po ukończeniu gimnazjum w Krakowie i odbyciu stażu na Politechnice w Pradze studiował we Francji, gdzie ukończył uczelnię wojskową Saint-Cyr. Potem był oficerem kolejno w Galicyjskim Pułku Ułanów Nr 10 i Galicyjskim Pułku Ułanów Nr 4; prowadził także kursy jazdy konnej dla kawalerii w austriackich szkołach kadeckich. Awansował na koljne stopnie: kadeta (starszeństwo z 1 listopada 1871), porucznika (starszeństwo z 1 listopada 1872) i nadporucznika.
Po ojcu odziedziczył majątek ziemski Zbydniów w zaborze austriackim. Był także właścicielem majątku Kotowa Wola. Oprócz gospodarstwa prowadził działalność społeczną. Był marszałkiem (prezesem Rady powiatowej) powiatu tarnobrzeskiego (przez 30 lat) i wójtem honorowym w gminie Zbydniów. Członek Towarzystwa Kółek Rolniczych we Lwowie, prezes jego Zarządu Powiatowego w Tarnobrzegu (1914). Jak pisał Jan Słomka w "Pamiętnikach włościanina": „Dla powiatu szczególnie zasłużony jest Zbigniew Horodyński ze Zbydniowa, długoletni marszałek, który przyczynił się wybitnie do lepszego zagospodarowania i podniesienia powiatu, a nadto odznaczał się wielką szlachetnością i godnością w postępowaniu”.
Przyczynił się do założenia w 1899 r. Powiatowej Kasa Oszczędności, udzielającej długoterminowych pożyczek na inwestycje. Był Horodyński również prezesem i założycielem Okręgowego Towarzystwa Rolniczego. Do końca życia był prezesem rady wyższej Towarzystwa św. Wincentego à Paulo w Krakowie (jego następcą został Edmund Makowski).
Na jego nagrobku w Zaleszanach, widnieje napis: „Żyłem – Bo chciałeś. Umarłem – Bo musiałem. Zbaw mnie – Bo możesz”.

## Rodzina
Syn Bogusława (1802–1866), powstańca i spiskowca i Zofii Tekli z Wierzbickich (1825–1900). Z małżeństwa z Marią Podleską (1861–1933), córką Wincentego, pułkownika w wojsku austriackim, miał dzieci: Zofię (1884–1949) za Aleksandrem Skibniewskim, Marię (1885–1943) za Stanisławem Kowerskim, Zbigniewa Bogusława (1887-1943) oż. z Zofią Gieczewicz i Dominika Antoniego (1889–1915). 